# パトリック・スミス
パトリック・スミス（Patrick Smith、1963年8月28日 - 2019年6月18日）は、アメリカ合衆国コロラド州デンバー出身の男性総合格闘家、キックボクサー、ボクサー。ロボタイ所属。ブラジリアン柔術紫帯、空手、テコンドー、拳法、ハプキドー黒帯。

## 来歴
チャック・ノリスやブルース・リーなどのアクションスターに憧れて弟とフルコンタクト空手を始める。その後円心会館主催で開催された1993年のサバキチャレンジで優勝。空手での試合では黒い道着を着て試合に臨む事が多い。正道会館の大会へ出場した事もある。
1993年10月3日、正道会館主催のカラテワールドカップ '93に出場。1回戦で佐竹雅昭に右中段突きを膝で塞がれ拳を怪我し、一本負け。
1993年11月12日、UFC 1に出場し、トーナメント1回戦でケン・シャムロックにヒールホールドで一本負け。
1994年3月11日、UFC 2のトーナメントを3試合勝ち抜き、決勝でホイス・グレイシーと対戦したが、パウンドでギブアップ負け。
1994年4月30日、K-1 GRAND PRIX '94の1回戦でアンディ・フグと対戦。試合開始直後にフグの得意技であるかかと落としからの右フックでダウンを奪うと、直後に右アッパーで2度目のダウンを奪い、開始19秒でKO勝ち。準決勝ではピーター・アーツにKO負け。
1994年9月18日、K-1 REVENGEでフグと再戦し、左膝蹴りでKO負け。リベンジを許してしまった。
1994年12月10日、K-1 LEGEND 〜乱〜でキモと総合格闘技ルールで対戦し、バックマウントパンチでTKO負け。
1995年3月3日、K-1 GRAND PRIX '95の1回戦でスタン・ザ・マンと対戦し、右ローキックでKO負け。
1995年9月3日、K-1 REVENGE IIでムサシ（現・武蔵）のデビュー戦の相手を務めたが、左ハイキックでKO負け。
1995年12月9日、K-1 HERCULESで田村潔司と総合格闘技ルールで対戦し、ヒールホールドで一本負け。
1997年にはキングダムに参戦。9月3日に安生洋二、11月15日に垣原賢人、11月19日に金原弘光と対戦した。
1999年、コロラド州で14歳の少女に性的暴行を加えたことで有罪判決を受けた。2008年、性犯罪者として登録しなかったため、またテキサス州で逮捕された。
2019年6月18日（日本時間19日）午後3時15分、膀胱がんにより死去した。55歳だった。

## 戦績

### 総合格闘技
| 総合格闘技 戦績 | 総合格闘技 戦績 | 総合格闘技 戦績 | 総合格闘技 戦績 | 総合格闘技 戦績 | 総合格闘技 戦績 | 総合格闘技 戦績 |
| --------------- | --------------- | --------------- | --------------- | --------------- | --------------- | --------------- |
| 37 試合         | (T)KO           | 一本            | 判定            | その他          | 引き分け        | 無効試合        |
| 20 勝           | 13              | 6               | 1               | 0               | 0               | 0               |
| 17 敗           | 10              | 5               | 1               | 1               | 0               | 0               |

| 勝敗 | 対戦相手                   | 試合結果                             | 大会名                                                           | 開催年月日     |
| ×    | シーン・ローフリー         | 1R 0:08（ハイキック）                | GCFS                                                             | 2016年7月23日  |
| ×    | デイブ・ヒューカベイ       | 1R 1:33(パンチ連打)                  | GCC                                                              | 2015年10月10日 |
| ×    | ケビン・ジョーダン         | 3分3R終了 判定0-3                    | American Steel Cagefighting                                      | 2009年7月31日  |
| ○    | ブラッド・アイムス         | 1R 0:28 TKO（パウンド）              | Titan FC 13                                                      | 2009年3月13日  |
| ○    | アーロン・ウィッタール     | 1R 2:22 ギブアップ                   | FM Productions                                                   | 2008年4月8日   |
| ×    | ジェレマイア・コンスタント | 1R 0:42 ギブアップ（パウンド）       | High Roller Productions: Snakebite Fight 2                       | 2008年10月11日 |
| ○    | アーロン・ウインターリー   | 2R 1:11 フロントチョーク             | Xtreme Fighting League                                           | 2008年8月16日  |
| ○    | バタービーン               | 1R 3:17 ギブアップ（パウンド）       | Yamma Pit Fighting 1                                             | 2008年4月11日  |
| ○    | デリック・ラフィン         | 2R 1:02 TKO                          | FM Productions                                                   | 2008年2月1日   |
| ○    | デビッド・タイナー         | 2R 2:45 TKO                          | Oklahoma KO: Nightmare in the Jungle 1                           | 2007年10月27日 |
| ○    | スコット・アーノルド       | 1R 2:12 TKO                          | UGC 18: Xtreme Victory                                           | 2007年5月18日  |
| ×    | トム・クレメンス           | 2R 1:35 膝十字固め                   | XFS 5: Heavy Hitters                                             | 2007年5月12日  |
| ○    | ブライアン・ストロンバーグ | 1R 4:00 TKO                          | Xtreme Fight Series 3                                            | 2006年12月15日 |
| ○    | ヴァーノン・イヤーウッド   | 1R 2:33 TKO                          | RMBB: Hellraisers                                                | 2006年10月21日 |
| ○    | リチャード・ゴメス         | 1R 0:47 ギブアップ                   | Fightfest 6                                                      | 2006年9月23日  |
| ○    | アラン・サリバン           | 1R 3:35 KO（パウンド）               | Ring of Fire 10: Intensity                                       | 2003年10月18日 |
| ×    | マーカス・コナン           | TKO                                  | World Extreme Fighting 6                                         | 1999年6月12日  |
| ○    | チャック・ゲイル           | 1R 7:31 TKO（タオル投入）            | Bas Rutten Invitational 3                                        | 1999年6月1日   |
| ×    | マクシム・タラゾフ         | 1R 3:31 ギブアップ                   | IAFC: Pankration World Championship 1999                         | 1999年5月1日   |
| ×    | モティ・ホーレンスタイン   | 1R 0:26 KO                           | Bas Rutten Invitational 2                                        | 1999年4月24日  |
| ×    | マット・アッシャー         | 1R 0:11 TKO                          | Bas Rutten Invitational 1                                        | 1999年2月6日   |
| ○    | ジョー・グラント           | 1R 0:35 TKO                          | Bas Rutten Invitational 1                                        | 1999年2月6日   |
| ○    | デビッド・ドッド           | 16分1R終了 判定                      | Extreme Challenge 22                                             | 1998年11月21日 |
| ○    | トニー・メンドーサ         | 1R 7:27 TKO                          | ES: National Championships                                       | 1998年10月24日 |
| ○    | マルコ・セルバ             | 1R 4:35 ギブアップ（パンチ）         | World Vale Tudo Championship 5                                   | 1998年2月3日   |
| ×    | マルコ・ファス             | 1R 0:39 ヒールホールド               | World Vale Tudo Championship 4 【WVCスーパーファイト王座決定戦】 | 1997年3月16日  |
| ×    | ファビオ・グージェウ       | 1R 0:46 TKO（棄権）                  | World Vale Tudo Championship 3 【1回戦】                         | 1997年1月19日  |
| ×    | デイブ・ベネトゥー         | 1R 1:09 ギブアップ（マウントパンチ） | THE U-JAPAN SUPER FIGHTING '96 VOL.1                             | 1996年11月17日 |
| ×    | 田村潔司                   | 1R 0:55 ヒールホールド               | K-1 HERCULES                                                     | 1995年12月9日  |
| ×    | キモ                       | 1R 2:59 ギブアップ（パンチ）         | United Full Contact Federation 1                                 | 1995年9月8日   |
| ○    | ラドヤード・モンカヨ       | 1R 1:08 チョークスリーパー           | UFC 6: Clash of the Titans 【1回戦】                             | 1995年7月14日  |
| ×    | キモ                       | 1R 3:13 TKO（バックマウントパンチ）  | K-1 LEGEND 〜乱〜                                                | 1994年12月10日 |
| ×    | ホイス・グレイシー         | 1:17 ギブアップ（パウンド）          | UFC 2: No Way Out 【決勝】                                       | 1994年3月11日  |
| ○    | ジョニー・ローズ           | 1:06 フロントチョーク                | UFC 2: No Way Out 【準決勝】                                     | 1994年3月11日  |
| ○    | スコット・モリス           | 0:30 KO（肘打ち）                    | UFC 2: No Way Out 【2回戦】                                      | 1994年3月11日  |
| ○    | レイ・ウィザード           | 0:58 フロントチョーク                | UFC 2: No Way Out 【1回戦】                                      | 1994年3月11日  |
| ×    | ケン・シャムロック         | 1R 1:49 ヒールホールド               | UFC 1: The Beginning 【1回戦】                                   | 1993年11月12日 |

### キックボクシング
| 勝敗 | 対戦相手         | 試合結果                                  | 大会名                              | 開催年月日    |
| ×    | ムサシ           | 2R 0:43 KO（左ハイキック）                | K-1 REVENGE II                      | 1995年9月3日  |
| ×    | スタン・ザ・マン | 2R 2:59 KO（3ノックダウン：右ローキック） | K-1 GRAND PRIX '95 開幕戦 【1回戦】 | 1995年3月3日  |
| ×    | アンディ・フグ   | 1R 0:56 KO（左膝蹴り）                    | K-1 REVENGE                         | 1994年9月18日 |
| ×    | ピーター・アーツ | 1R 1:03 KO（右ストレート）                | K-1 GRAND PRIX '94 【準決勝】       | 1994年4月30日 |
| ○    | アンディ・フグ   | 1R 0:19 KO（2ノックダウン：右アッパー）   | K-1 GRAND PRIX '94 【1回戦】        | 1994年4月30日 |

### 空手
| 勝敗 | 対戦相手 | 試合結果             | 大会名                                               | 開催年月日    |
| ×    | 子安慎悟 | 本戦終了 判定5-0     | カラテワールドカップ '94 【3回戦】                   | 1994年10月2日 |
| ×    | 佐竹雅昭 | 本戦 1:16 右中段突き | カラテワールドカップ '93 風林火山 "火の章" 【1回戦】 | 1993年10月3日 |

### プロボクシング
- 17戦 5勝 4KO 10敗 1分

## 獲得タイトル
- 円心会空手 サバキチャレンジ '93 ヘビー級 優勝